# جيمس رودس
جيمس رودس (27 يوليو 1866 في المملكة المتحدة - 26 أغسطس 1939 في المملكة المتحدة) (بالإنجليزية: James Rhodes)‏ هو لاعب كريكت بريطاني (وحمل سابقاً جنسية المملكة المتحدة لبريطانيا العظمى وأيرلندا). لعب مع نادي وارويكشاير للكريكيت ‏.

## وصلات خارجية
- جيمس رودس على موقع إي آس بي آن كريك إنفو (الإنجليزية)